# Bula (Filippine)
Bula è una municipalità di terza classe delle Filippine, situata nella Provincia di Camarines Sur, nella Regione del Bicol.
Bula è formata da 33 baranggay:
- Bagoladio
- Bagumbayan
- Balaogan
- Caorasan
- Casugad
- Causip
- Fabrica
- Inoyonan
- Itangon
- Kinalabasahan
- La Purisima
- La Victoria
- Lanipga
- Lubgan
- Ombao Heights
- Ombao Polpog
- Palsong

- Panoypoyan
- Pawili
- Sagrada (Sagrada Familia)
- Salvacion (Pob.)
- San Agustin
- San Francisco
- San Isidro
- San Jose
- San Miguel
- San Ramon
- San Roque (Pob.)
- San Roque Heights
- Santa Elena
- Santo Domingo
- Santo Niño
- Taisan